# Roš hašana
Roš hašana (aškenaski izgovor: Rauš hašono, Roiš hašono; jidiš: Rošhešune, hebrejski: ראֹשׁ הַשָּׁנָה, glava godine, početak godine) liturgijska je židovska Nova godina. Pada na različite datume rujna i listopada i obilježava se dva dana. Teče od zalaska sunca jednog dana sve do zalaska sunca dva dana poslije. Ova svetkovina govori o Božjem stvaranju svijeta i podsjeća na Božji sud. 
Njome se označava početak razdoblja pokore, u trajanju od deset dana, u kojem se vjernici posvećuju molitvi, kajanju i unutarnjem preispitivanju sebe. Zadnji čin pokajanja sastoji se od javnog priznanja grijeha, molitve i posta, koji je vrhunac i pada na Jom kipur (Dan pomirenja).